# Schenkenschanz
Schenkenschanz es una población alemana, actualmente integrada en Cléveris, en el estado federado de Renania del Norte-Westfalia, Alemania.

## Historia

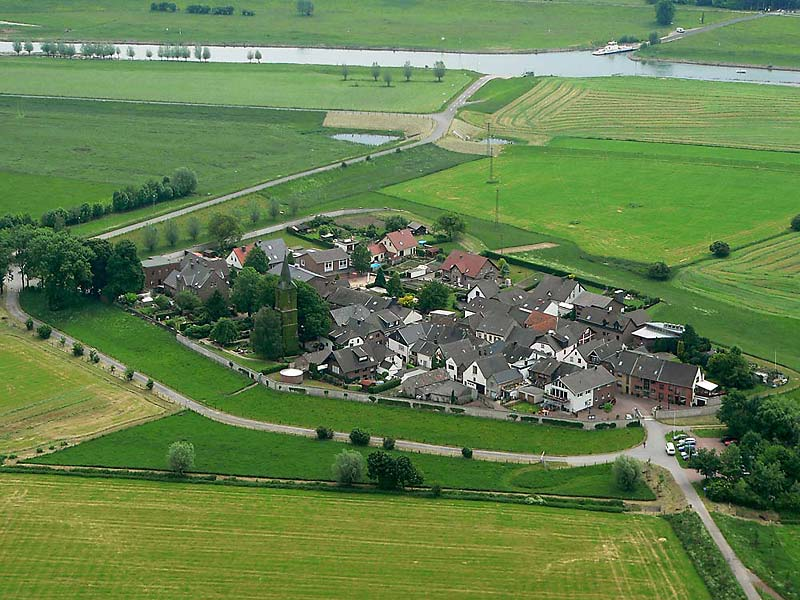
Vista aérea de Schenkenschanz desde el norte. Al fondo el viejo Rin con el transbordador.

Es conocida por su antiguo fuerte de Schenk o Skink, que ocupaba una posición estratégica en la antigua frontera entre el Sacro Imperio Romano Germánico y los Países Bajos. En este lugar el río Rin forma un meandro y se separa en dos brazos: el principal, llamado Waal, se dirige a Nimega, y el secundario o viejo Rin fluye hacia Arnhem, al noroeste. El primer castillo fue construido por el conde Juan I de Cléveris en el siglo XIV, en el extremo del confluente, para controlar el tráfico. En el siglo XVI la fortaleza destaca bajo el mando de  Martín Schenck, empresario militar que trabajó en función de las circunstancias para España o para las Provincias Unidas, cobrando por cada barco que debía pasar por la fortaleza, durante la guerra de los Ochenta Años. En 1585 se decanta por los neerlandeses y convierte la villa en una importante fortaleza en 1586 después de la batalla de Werl.
Ante el fracasado sitio de Lovaina, los españoles en la retirada neerlandesa ocuparon la fortaleza desde el 28 de julio de 1635 y el 29 de abril de 1636. Recuperada por las Provincias Unidas. Fue ocupado por las tropas francesas en 1672, tomada por Brandeburgo en 1674, recae de nuevo en las Provincias Unidas en 1681. En 1815 la ciudad fue entregada a Prusia y se demolieron las fortificaciones.